# Apeadero Pasco
Pasco es el nombre que recibe una estación de ferrocarril, ubicada en el partido de Lomas de Zamora, provincia de Buenos Aires, Argentina. 
Actualmente se encuentra custodiada por una ONG, donde funciona un centro cultural y espacio recreativo, además de un Punto ANSES y próximo museo ferroviario, ubicada en la ciudad de Temperley.

## Servicios
Pertenecía al Ferrocarril Provincial de Buenos Aires como parada intermedia en el ramal entre Avellaneda y La Plata. No opera trenes de pasajeros desde 1977.

## Imágenes

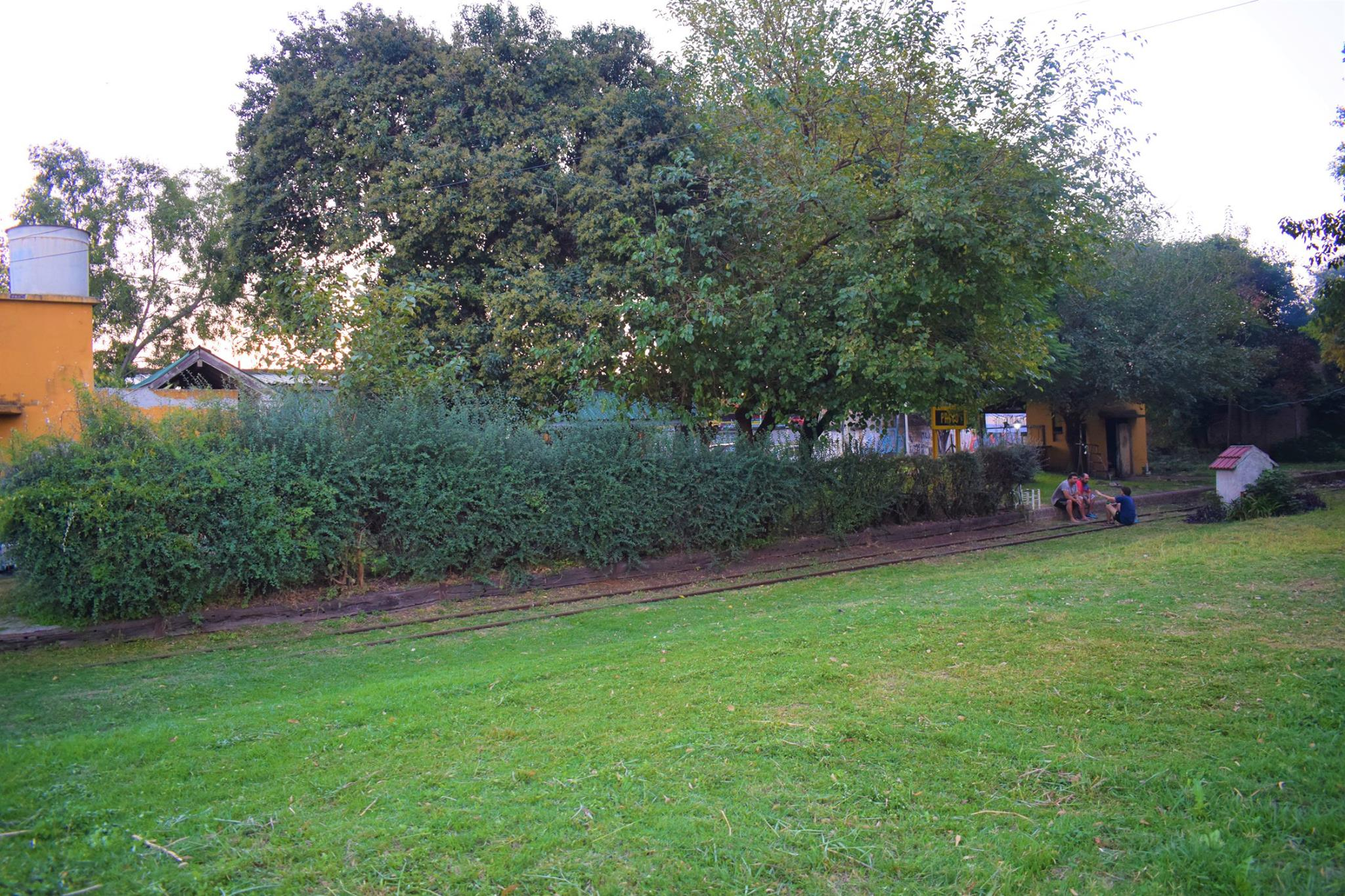
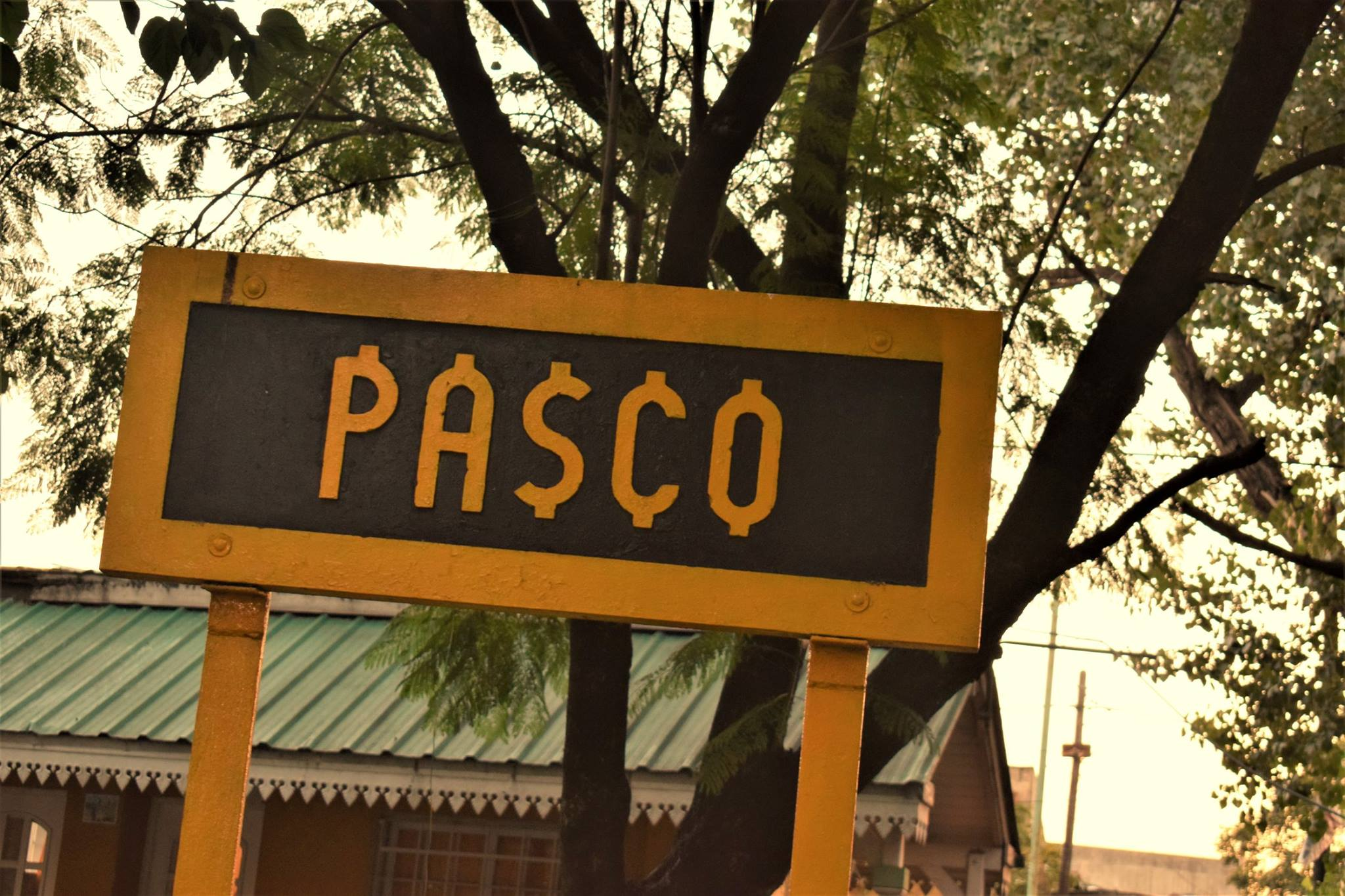
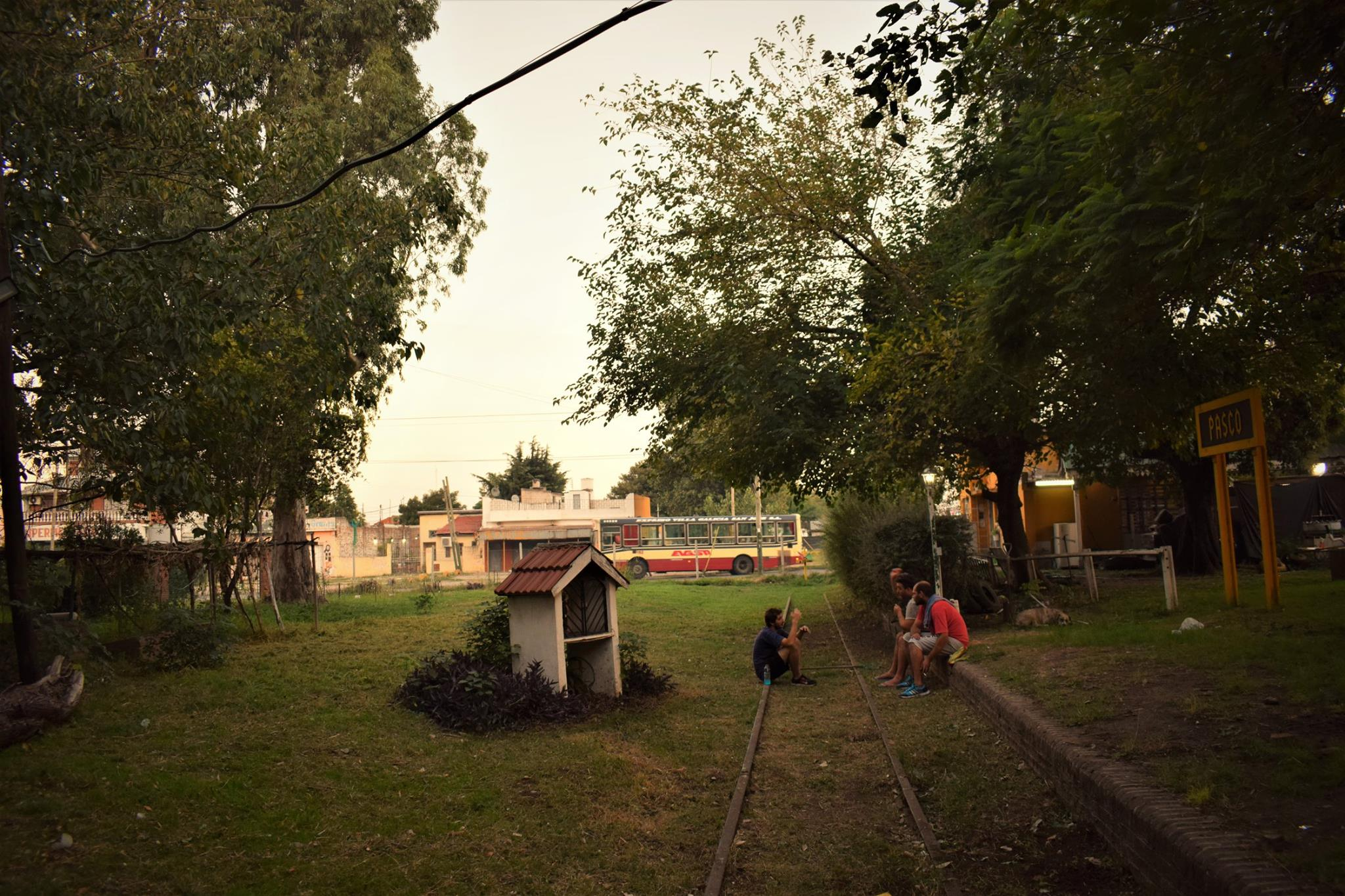
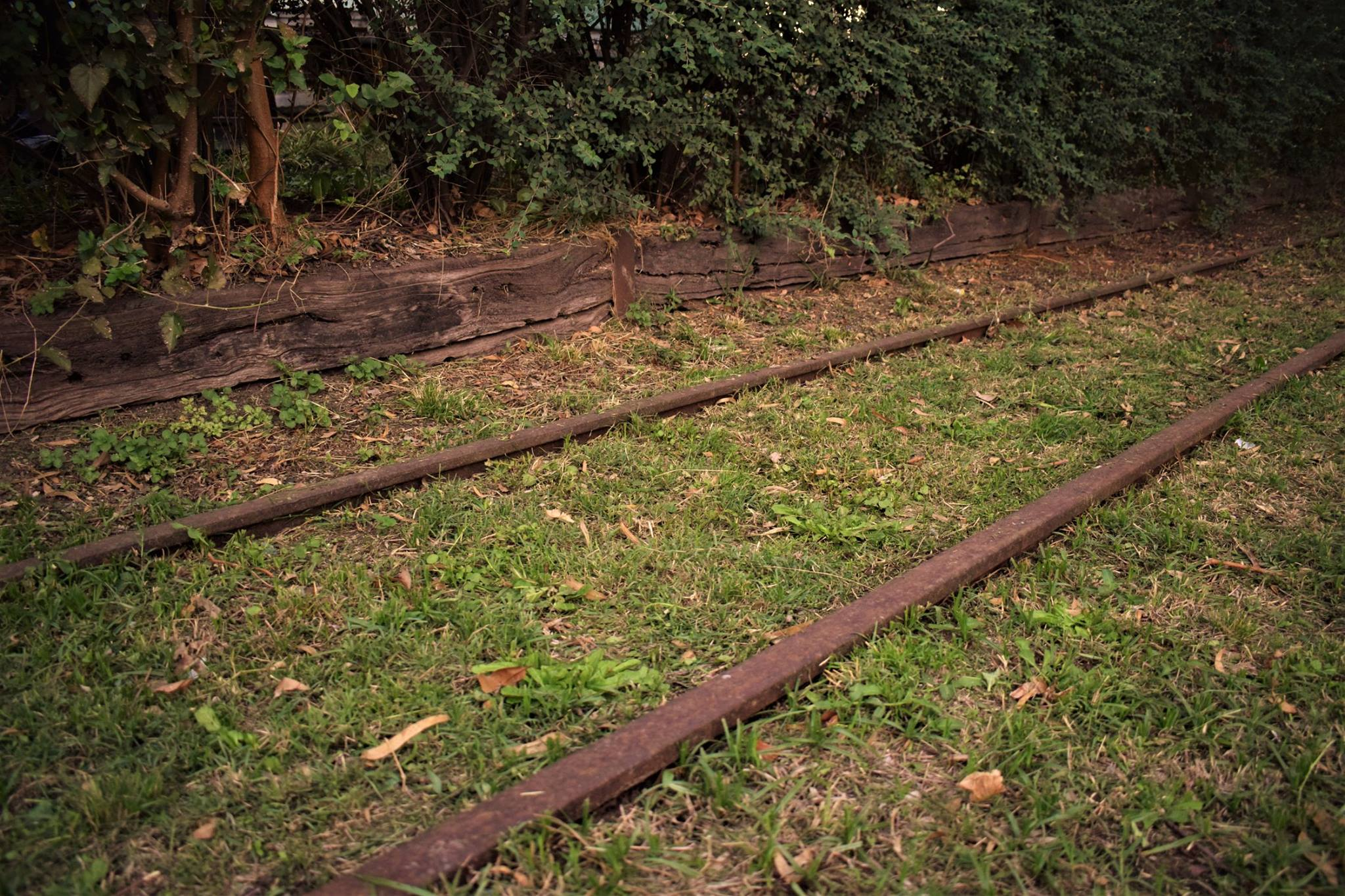
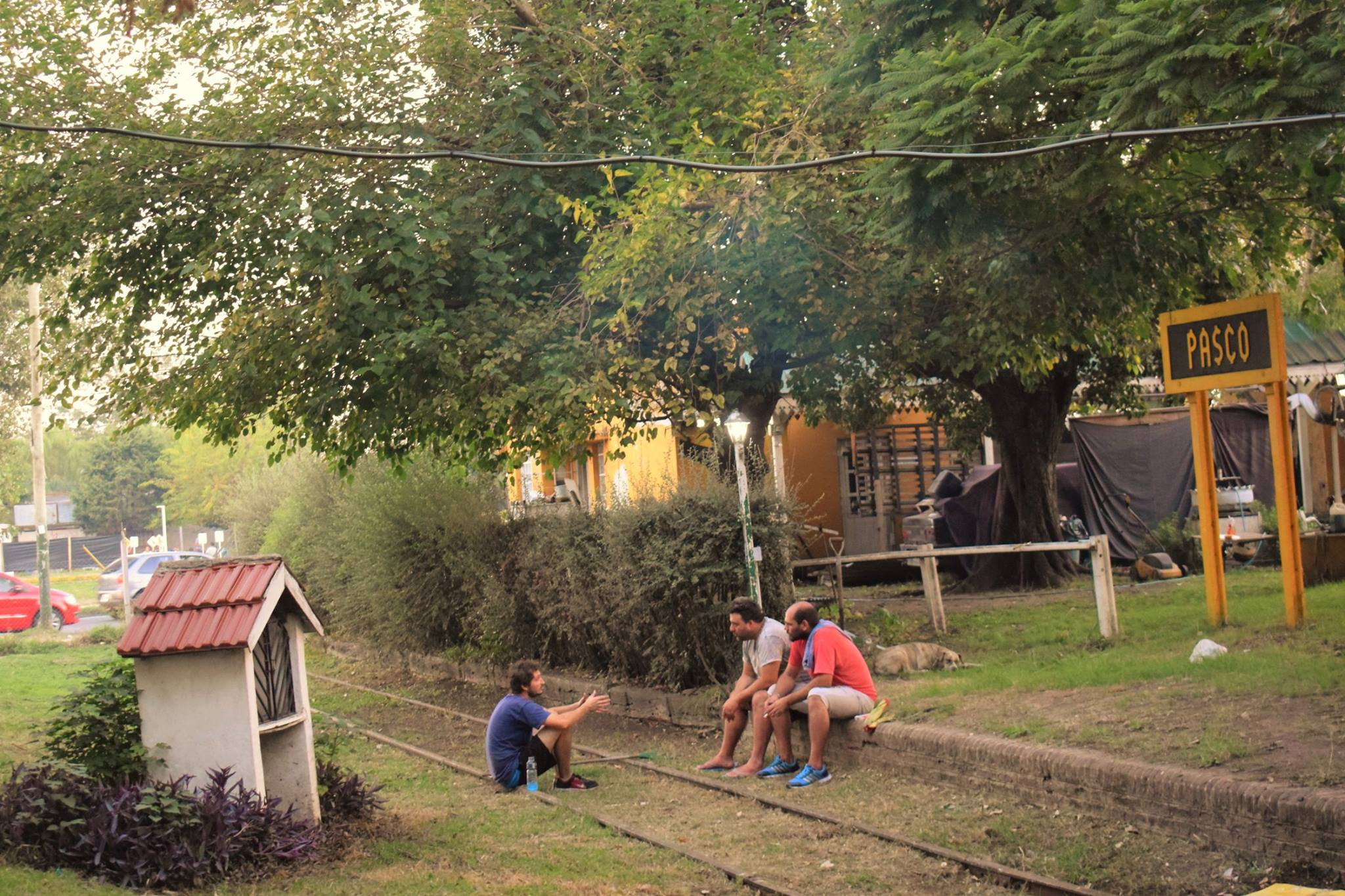